# Noli me tangere (Sustris)
Pour les articles homonymes, voir Noli me tangere (homonymie).
Noli me tangere ou Le Christ en jardinier apparaissant à la Madeleine est un tableau réalisé entre 1548 et 1560 par le peintre flamand Lambert Sustris. Il est conservé au palais des Beaux-Arts de Lille. 

## Histoire
Le tableau est produit au cours du premier ou du second séjour de Lambert Sustris à Augsbourg, probablement pour le comte Fugger de Kirschberg et Weissenhorn dont les armoiries figurent en bas à gauche. C’est ensuite un riche banquier et collectionneur, Everhard Jabach, qui en fait l’acquisition puis le vend à Louis XIV en 1671. Ce dernier le fait placer dans le salon des Bassans du château de Versailles, près de l'entrée de sa chambre.
À la suite du décret Chaptal de 1801, Le Christ en jardinier apparaissant à la Madeleine, titre du tableau à l'époque, est envoyé par l'État au musée de Lille. Le tableau est alors attribué à Dosso Dossi, l'attribution à Sustris étant donnée avant 1835.

## Description
Le thème du tableau est emprunté à l'Évangile selon Jean. Le matin de la Résurrection, Marie Madeleine se rend au tombeau et le voit vide. Elle rencontre le Christ qu’elle prend pour un jardinier mais, lorsqu’elle s’approche de lui, il lui révèle son identité et lui dit : « Noli me tangere, nondum enim ascendi ad Patrem meum » (Ne me touche pas, car je ne suis pas encore monté vers mon père). 
Sustris situe la scène dans un jardin de style Renaissance, avec ses parterres géométriques, sa fontaine, son allée couverte d’une 
tonnelle et sa haie de clôture. Agenouillée devant le Christ, Marie Madeleine porte la main gauche sur la poitrine, la droite posée sur un vase en albâtre, allusion au  flacon empli du nard avec lequel elle oignit les pieds de Jésus lors du repas chez Simon. Elle est habillée d'une somptueuse robe de damas brodée de fils d’or et d’argent. Le Christ, debout en profil perdu, appuyé sur une houe, indique le ciel de la main droite tout en lui demandant de ne pas le toucher. Les deux personnages dominent le jardin d’une terrasse en surplomb. Derrière le Christ, un liseron blanc, symbole de l’effacement du péché, s’enroule autour du tronc d’un arbre. Sous la tonnelle, une silhouette féminine s'éloigne. Ce pourrait être Marie Madeleine qui part diffuser la nouvelle de la Résurrection aux apôtres.

## Analyse
Lambert Sustris joue du mélange du sacré et du profane. En ne représentant pas le tombeau vide, il transforme la scène biblique en un tableau profane. Le regard amoureux de Marie Madeleine, figurée en voluptueuse patricienne la main sur le cœur, accentue le caractère érotique de la rencontre.
À l'époque de ses séjours à Augsbourg, Sustris a assimilé la manière italienne et conjugue avec brio le luminisme vénitien avec le maniérisme de Francesco Salviati ou de Parmesan. Les œuvres de cette période témoignent de l’influence exercée par Titien, avec lequel Sustris collabore depuis 1540, et anticipent les compositions que Paul Véronèse réalisera dans les années 1560.